# 元江素馨
元江素馨（学名：Jasminum yuanjiangense）是木犀科素馨属的植物，为中国的特有植物。分布在中国大陆的云南等地，生长于海拔330米至550米的地区，常生长在河谷灌丛中，目前尚未由人工引种栽培。
种加词yuanjiangense 意为“元江的”。